# Línea Valladolid-Wamba del Transporte Metropolitano de Valladolid
La conexión Valladolid-Zaratán-Ciguñuela-Wamba de la red del Transporte Metropolitano de Valladolid es un servicio de autobuses interurbanos operado por Linecar, como parte de la concesión VAC-145 y la ruta 54 del plan provincial de transporte la Diputación de Valladolid.

## Horario y paradas
La línea circula de lunes a viernes laborables, con los siguientes horarios y recorrido:
| Horas de salida hacia Valladolid | Horas de salida hacia Valladolid | Horas de salida hacia Valladolid | Horas de salida hacia Valladolid | Horas de salida hacia Valladolid | Horas de salida hacia Valladolid |
| Torrelobatón                     | Castrodeza                       | Wamba (C/ Barrionuevo)           | Ciguñuela (Ctra. Valladolid)     | Zaratán                          | Valladolid (Estación)            |
| -------------------------------- | -------------------------------- | -------------------------------- | -------------------------------- | -------------------------------- | -------------------------------- |
| --                               | --                               | 7:45                             | 7:55                             | 8:05                             | 8:16                             |
| --                               | --                               | 12:01                            | 12:11                            | 12:21                            | 12:31                            |
| 19:40                            | 19:47                            | 19:53                            | 20:02                            | 20:11                            | 20:21                            |

| Horas de salida hacia Wamba/Torrelobatón | Horas de salida hacia Wamba/Torrelobatón | Horas de salida hacia Wamba/Torrelobatón | Horas de salida hacia Wamba/Torrelobatón | Horas de salida hacia Wamba/Torrelobatón | Horas de salida hacia Wamba/Torrelobatón |
| Valladolid (Estación)                    | Zaratán                                  | Ciguñuela (Ctra. Valladolid)             | Wamba (C/ Barrionuevo)                   | Castrodeza                               | Torrelobatón                             |
| ---------------------------------------- | ---------------------------------------- | ---------------------------------------- | ---------------------------------------- | ---------------------------------------- | ---------------------------------------- |
| 11:30                                    | 11:41                                    | 11:51                                    | 12:01                                    | --                                       | --                                       |
| 19:00                                    | 19:10                                    | 19:19                                    | 19:28                                    | 19:34                                    | 19:40                                    |